# Leopoldo de Bulhões
Leopoldo de Bulhões es un municipio brasileño del estado de Goiás. Su población estimada en 2004 era de 7966 habitantes.

## Clima
Leopoldo de Bulhões posee un clima ameno debido en las altas altitudes que varían de 1000 a 1060 metros. Luego en el invierno, es común mínimas de 8 °C y máximas de no más de 22 °C.
En el verano las temperaturas son amenas variamdo entre 18 °C y 27 °C.